# Nepalsioides angusta
Nepalsioides angusta is een hooiwagen uit de familie Assamiidae.